# Army of Lovers
Army of Lovers is een Zweedse popgroep, die zich als zeer extravagant en opzettelijk kitscherig profileert. De band dreef het fenomeen camp op de spits.

## Oorsprong
Army of Lovers ontstond in 1987 uit de band Barbie; de naam Army of Lovers werd ontleend aan een cultfilm uit de jaren 1970, Armee der Liebenden. De drie oorspronkelijke leden waren Alexander Bard, een Zweed, Jean-Pierre Barda, een joodse Algerijn en Camilla Henemark, bekend als La Camilla, die van gemengd Nigeriaans-Zweedse afkomst is. Later, in 1991, werd la Camilla na een ruzie (volgens Bard omdat ze te veel dronk) door gravin Michaela Dornonville De la Cour vervangen, een afstammelinge van een oude Franse adellijke familie. In 1992 kwam er nieuw lid bij de band, de Poolse Dominika Peczynski. In 1995 vonden de andere leden dat Army of Lovers door Michaela's toedoen te serieus was geworden, waarop De La Cour werd buitengegooid en Henemark werd teruggehaald. In die tijd was de glorie van Army of Lovers evenwel reeds flink aan het tanen.

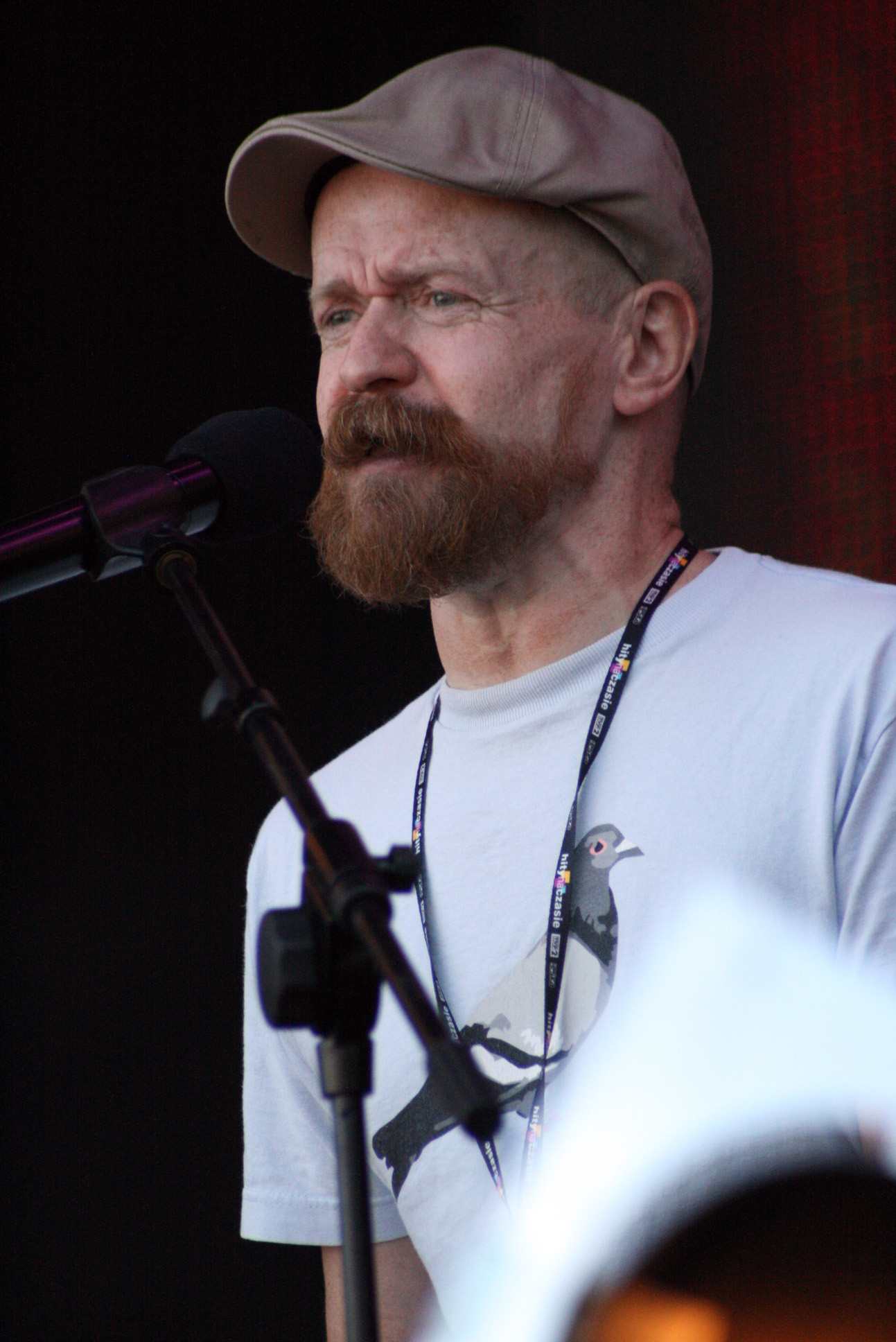
Alexander Bard
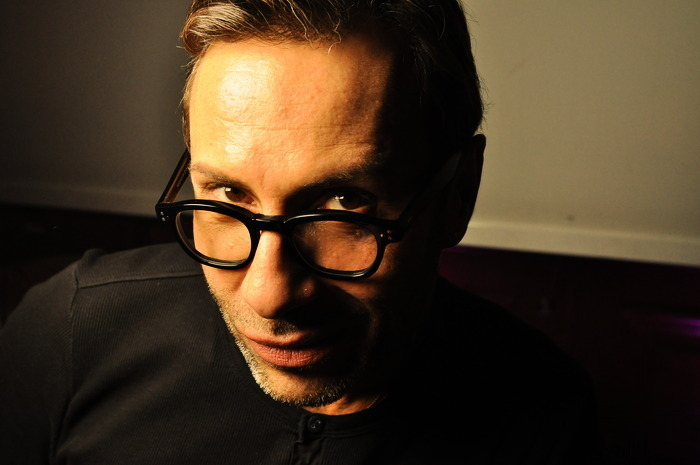
Jean-Pierre Barda
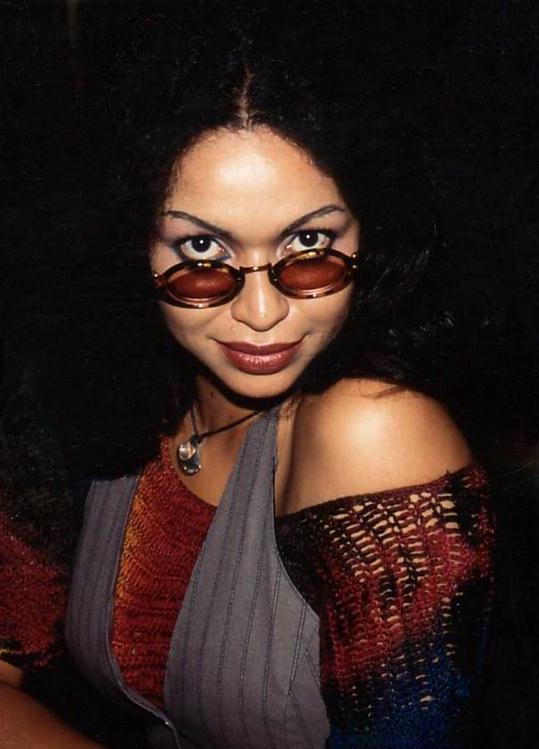
Camilla Henemark
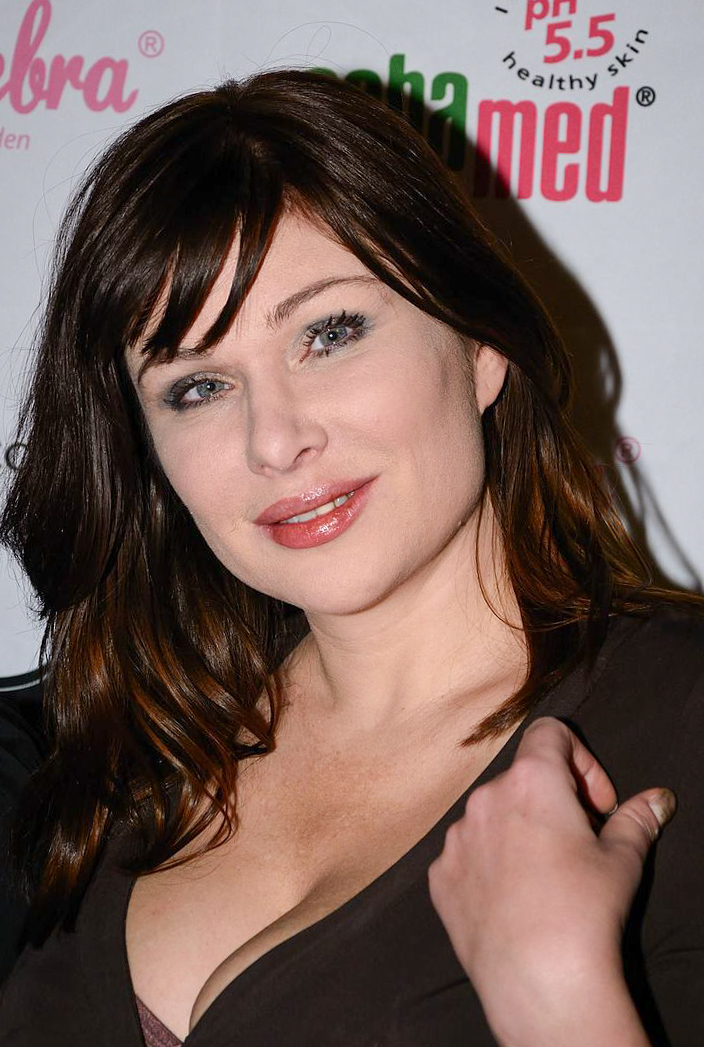
Dominika Peczynski

## Stijl
Waar Army of Lovers zich aanvankelijk op de toentertijd gangbare house en hiphop richtte, kwam in hun album Massive Luxury Overdose een experimenteel trekje aan het licht: vermits geen van de leden in feite muzikaal geschoold was, werden alle songs synthetisch op de computer gemaakt. De band stelde zich tot doel zo origineel mogelijk te zijn, en hiertoe vermengden de leden etnische invloeden uit verschillende muziekstijlen. Ondanks enkele wereldhits bleven de meeste nummers uiteindelijk onderaan de charts staan. De groep muntte daarentegen uit in visuele montage, en hun videoclips waren een bont amalgaam van gewaagde en provocatieve excentriciteit, met de nadruk op weelderige kostumering en resoluut overdadige decors. Haar grootste faam beleefde de groep in 1993, toen ze in Wolgograd voor een kwart miljoen mensen optrad.
Army of Lovers produceerde vlotte, ietwat oppervlakkige dansmuziek, en werd soms met ABBA vergeleken, waaraan het dan ook een eerbetoon bracht. De groep was behoorlijk populair onder de homoscene, omdat zij veelvuldig van travestie en androgyne kenmerken gebruik maakte en de scheiding tussen seksuele geaardheden ironiseerde. Ook voerden de leden campagne voor het homohuwelijk en algemene verdraagzaamheid. Ze verloren evenwel nooit hun gevoel voor zelfspot.

## Succes
De bekendste hit van Army of Lovers is waarschijnlijk Crucified, een verwijzing naar een Filipijns gebruik waarbij gelovigen zich tijdens de Goede Week laten kruisigen. De excessief decoratieve videoclip werd talloze malen op MTV gespeeld, en het nummer bereikte nummer één in de dance charts van de Verenigde Staten. Deze religieuze symboliek was tevens typerend voor de groep: in een andere hit, Israelism, wordt de joodse cultuur enigszins op de korrel genomen, wat tot een boycot op MTV en in Israël leidde, hoewel het nummer het daar verre van slecht deed in de hitparades. Ook relatief controversieel was de videoclip voor Lit de parade, waarin de bandleden in een praalbed over een kerkhof trekken.

## Split en reünie
Midden jaren negentig waren de nieuwe nummers van Army of Lovers niet meer in staat nog hoge ogen bij het publiek te scoren; ondanks een aantal remixes en heruitgaves, met occasionele reünies, gingen de leden huns weegs. Bard had inmiddels een aantal andere projecten geleid, waaronder Vacuum en Alcazar. Hij schreef een boek over het post-kapitalisme en gaf lezingen als reizend gastprofessor; ook bekeerde hij zich tot het zoroastrisme. Barda werd kapper (voor o.a. de koningin van Zweden) en richtte zijn eigen label en boetiek voor zonnebrillen op (By Barda). De andere leden hielden, met wisselend succes, hun eigen mediacarrière overeind. In 2001 kwam de originele bezetting weer samen voor een reünie: drie nieuwe songs, een nieuw verzamelalbum en een dvd werden uitgebracht. Maar even snel als ze terug samen kwamen, gingen ze weer uiteen: Alexander begon een nieuwe band (zie BWO), Jean-Pierre ging de societytour op en Dominika werd moeder (over Camilla is niet veel bekend na deze reünie). In 2007 werden er twee speciale concerten gegeven: eentje op 21 juli in het Astoria Theatre te Londen en één op 15 december in Moskou.
Op 26 november 2012 werd bekendgemaakt dat de band, in zijn originele bezetting (Alexander, La Camilla en Jean-Pierre), meedoet aan het Melodifestivalen, de Zweedse voorrondes van het Eurovisiesongfestival, met het nummer Rockin' The Ride. Ze namen op 23 februari 2013 deel aan de vierde voorronde in Malmö en werden 6e in deze voorronde (en daarmee ook meteen uitgeschakeld). Na de uitschakeling werd La Camilla weer de groep uitgezet en kwam Dominika terug. Een nieuw album (met als titel Big Battle of Ego's) verscheen in maart 2013, met 4 nieuwe nummers en enkele oudere hits. In augustus 2013 verscheen dan een nieuwe versie van hun grootste hit Crucified.
Het lijkt erop dat Army of Lovers, algemeen genomen, muzikale satire bracht: zij dankten hun roem in de eerste plaats aan hun extravagante voorkomen, en hun soms ongebruikelijke popmuziek, die steeds gemakkelijk in het gehoor lag, profiteerde hiervan. Army of Lovers is stilistisch een (opzettelijk) ultra-decadente voortzetting van de camp-traditie, ofschoon het melodisch hier en daar uit de band springt.

## Covers
Sommige hits van Army of Lovers werden overgenomen door andere artiesten. Sommigen brachten een exacte cover van de teksten, anderen gebruikten de melodie om er een eigen versie van te maken. Zo maakte de Vlaamse zanger Helmut Lotti een aangepaste versie van Israelism en de Vlaamse zangeres Liliane Saint-Pierre coverde Crucified onder de titel Lucifer.

## Discografie

### Albums
- Disco Extravaganza / Army of Lovers (Amerikaanse versie van Disco Extravaganza) (1990)
- Massive Luxury Overdose (Europese (1991) en Amerikaanse (1992) versie)
- The Gods of Earth and Heaven (1993)
- Glory, Glamour and Gold (1994)
- Les Greatest Hits (1995 & 1996)
- Master Series (best of) (1997)
- Le Grand Docu-Soap (2001)
- 14 Klassiker (best of) (2004)
- Big Battle of Egos (2013)
- Scandinavian Crime (2013)
- Sexodus (2023)
- Remixodus (2024)

## Hitnoteringen
| Single met eventuele hitnotering(en) in de Nederlandse Top 40 | Datum van verschijnen | Datum van binnenkomst | Hoogste positie | Aantal weken | Opmerkingen                                               |
| ------------------------------------------------------------- | --------------------- | --------------------- | --------------- | ------------ | --------------------------------------------------------- |
| Crucified                                                     |                       | 1991                  | 2               | 11           | 25e in Nationale Top 100 / Veronica Alarmschijf Radio 3   |
| Obsession                                                     |                       | 1991                  | 9               | 9            | 8e in de Nationale Top 100 / Veronica Alarmschijf Radio 3 |
| Ride the Bullet                                               |                       | 1992                  | tip 2           | -            | geen Top 40 hit                                           |
| Give My Life                                                  |                       | 1995                  | 18              | 9            |                                                           |

### Overige singles
- When the Night Is Cold (1988)
- Love Me Like a Loaded Gun (1989)
- Baby's Got a Neutron Bomb (1989)
- Ride the Bullet (1990)
- My Army of Lovers (1990)
- Supernatural (1990)
- Candyman Messiah (1991)
- Judgment Day (1992)
- Israelism (1993)
- La Plage de Saint Tropez (1993)
- I Am (1993)
- Lit de parade (1994)
- Sexual Revolution (1994)
- Life Is Fantastic Remix (1995)
- Venus and Mars / Megamix (1995)
- King Midas (1996)
- Let the Sunshine In (2001)
- Hands Up (2001)
- Rockin' the Ride (2013)
- Signed on My Tattoo (2013) (duet met Gravitonas)
- Crucified (2013)
- People Are Lonely (2014) (duet met Gravitonas)
- Love Is Blue (2023) (duet met Olla polyakova)
- Sexodus (2023)
- Romanism (2023)
- Bring Your Love (2023)
- What's That Look (2023) (duet met Tamer Wilde)

### VHS en dvd
- Videovaganza 1990-1993 (VHS, 1993)
- Le Grand Docu-Soap (dvd, 2005)